# Blepharipoda occidentalis
Blepharipoda occidentalis är en kräftdjursart som beskrevs av J. W. Randall 1840. Blepharipoda occidentalis ingår i släktet Blepharipoda och familjen Albuneidae. Inga underarter finns listade i Catalogue of Life.

## Bildgalleri

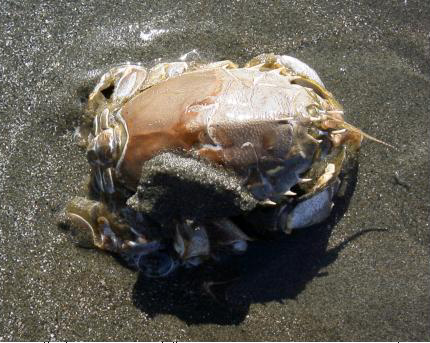